# STARS (中島美嘉單曲)
《STARS》，日本女歌手中島美嘉的第1張單曲。2001年11月7日發行。

## 概述
- 雖為出道單曲，但初登場已獲得第3位並累積約47萬銷量，成為中島本人銷量最高的單曲。
- 富士．關西電視台連續劇「新宿傷痕戀歌」主題歌。中島亦出演劇中一角，同時以演員及歌手出道。主演的高橋克典亦於劇中其中一幕唱了本曲。
- 出道專輯「TRUE 唯美生存」收錄了本作兩曲（「STARS」為專輯版本）。其後的精選輯「BEST 最嘉精選」則收錄「STARS」的重唱版本。
- 作曲者川口大輔與韓國歌手閔孝琳其後翻唱了本曲。

## 收錄曲
1. STARS
  - 作詞：秋元康／作曲：川口大輔／編曲：富田惠一
2. TEARS（如雪花般飛舞...）
  - 作詞：秋元康、中島美嘉／作曲：林浩司／編曲：DREAMFIELD
3. STARS [Instrumental]
4. TEARS（如雪花般飛舞......）[Instrumental]

## 資料來源
- Sony Music Online Japan : 中島美嘉 : STARS（页面存档备份，存于）